# Tom Thorpe
Thomas « Tom » Joseph Thorpe, né le 13 janvier 1993 à Manchester, est un footballeur anglais qui évolue au poste de défenseur au Stalybridge Celtic.

## Biographie

### Manchester United
Il rejoint le centre de formation de Manchester United le 1er juillet 2009.

### Birmingham
Le 31 janvier 2014 il est prêté à Birmingham.
Il fait ses débuts pour Manchester United le 27 septembre 2014.
Le 3 juillet 2014, il rejoint Rotherham United.
Le 21 mars 2016, il est prêté à Bradford City.
Le 31 août 2016 il est prêté à Bolton Wanderers.

### En sélection
Il remporte le championnat d'Europe des moins de 17 ans 2010 avec la sélection anglaise. Il participe ensuite au championnat d'Europe des moins de 19 ans 2012, atteignant le stade des demi-finales.
Il participe l'année suivante à la Coupe du monde des moins de 20 ans 2013, où il joue deux matchs.
Thorpe honore sa première sélection avec l'Angleterre espoirs à l'occasion d'une rencontre amicale face à l'Écosse le 13 août 2013 (victoire 6-0).

## Statistiques
| Saison                | Club                      | Championnat           | Championnat | Championnat | Coupe nationale | Coupe nationale | Coupe de la Ligue | Coupe de la Ligue | Compétition(s) continentale(s) | Compétition(s) continentale(s) | Compétition(s) continentale(s) | Total | Total |
| Saison                | Club                      | Division              | M.          | B.          | M.              | B.              | M.                | B.                | Comp.                          | M.                             | B.                             | M.    | B.    |
| 2013-2014             | Birmingham City FC (prêt) | Championship          | 6           | 0           | 0               | 0               | 0                 | 0                 | -                              | -                              | -                              | 6     | 0     |
| 2014-2015             | Manchester United         | Premier League        | 1           | 0           | 0               | 0               | 0                 | 0                 | C1                             | 0                              | 0                              | 1     | 0     |
| Sous-total            | Sous-total                | Sous-total            | 7           | 0           | 0               | 0               | 0                 | 0                 | -                              | 0                              | 0                              | 7     | 0     |
| 2015-2016             | Rotherham United FC       | Championship          | 7           | 2           | 0               | 0               | 0                 | 0                 | -                              | -                              | -                              | 7     | 2     |
| Sous-total            | Sous-total                | Sous-total            | 7           | 2           | 0               | 0               | 0                 | 0                 | -                              | -                              | -                              | 7     | 2     |
| Total sur la carrière | Total sur la carrière     | Total sur la carrière | 14          | 2           | 0               | 0               | 0                 | 0                 | -                              | 0                              | 0                              | 14    | 2     |

## Palmarès
- Angleterre U-17
  - Vainqueur du Championnat d'Europe des moins de 17 ans en 2010.